# Lustration (Band)
Lustration ist eine australische Black- und Thrash-Metal-Band aus Brisbane, die 2008 gegründet wurde.

## Geschichte
Die Band wurde Anfang 2008 von dem Sänger Paul „Minesweeper“ Williams und dem Schlagzeuger Glenn „Camazotz“ Miller gegründet. Im Mai 2009 wurde in den MKH Studios ein erstes Demo unter dem Namen Goetik Invokator aufgenommen. 2012 schloss sich das Debütalbum Psymbolik, das als Bonus auch das Demomaterial enthält, bei dem deutschen Label Supremacy Through Intolerance Records an. Danach verließen der Gitarrist Joel K. aka J. Godkiller, der Bassist Daniel „Necrobogan“ sowie der Schlagzeuger die Besetzung. Dadurch kam es im folgenden Jahr zur Inaktivität der Band. Währenddessen veröffentlichte Supremacy Through Intolerance Records das 2009er Demo als Split-Veröffentlichung mit der Brisbaner Gruppe Vilifier, in der wiederum auch Necrobogan tätig war. Nachdem der Bassist Adam „Adz Misfit“ John und der Schlagzeuger Scott „Christurbator“ Muir als neue Mitglieder hinzugekommen waren und Necrobogan, nun als Gitarrist, zur Band zurückgekehrt war, nahm sie ihre Aktivität wieder auf. Ab August 2013 begann sie mit dem Spielen von nationalen Konzerten. Im Dezember 2015 folgte unter dem Namen Jesus Bethlemitus Maledictus bei dem französischen Label Forgotten Wisdom Productions das zweite Album.

## Stil
Laut Brian Giffin in seiner Encyclopedia of Australian Heavy Metal spielt die Band eine Mischung aus Black- und Thrash-Metal. thethrashmetalguide.com bezeichnete Goetic Invokator als eine brutale und schroffe Mischung aus Black-, Thrash- und Death-Metal, die an die US-Gruppe Acheron erinnere, jedoch sei das Material von Lustration schneller. Psymbolik sei noch rauer produziert worden und biete eine ausgewogene Mischung aus Black- und Thrash-Metal und erinnere in den langsameren Passagen an die frühen Celtic Frost. Die Songs hätten eine makabre Atmosphäre und würden gelegentlich auch Erinnerungen an Khold und frühe Barathrum wachrufen. Jesus Bethlemitus Maledictus war für xFiruath von metalunderground.com ebenfalls ein Mix aus Thrash- und Black-Metal. Auf dem Album beschäftige man sich mit Okkultismus und Geschichten aus Atlantis.

## Diskografie
- 2009: Goetic Invokator (Demo, Eigenveröffentlichung)
- 2012: Psymbolik (Album, Supremacy Through Intolerance Records)
- 2013: Oldenfiend / Serpent (Split mit Vilifier, Supremacy Through Intolerance Records)
- 2015: Jesus Bethlemitus Maledictus (Album, Forgotten Wisdom Productions)